# Le Cahier romand
Le Cahier romand (H. 52) d'Arthur Honegger est une œuvre pour piano composée entre 1921 et 1923. Elle est éditée par Salabert.

## Genèse
La période post-guerre est une des plus fécondes du jeune compositeur. Après le succès rencontré par son Premier quatuor à cordes en 1917, Le Dit des jeux du monde en 1918, et l'année 1920 qui voit l'éclosion de nombreuses œuvres de musique de chambre comme la Sonate pour alto et piano, la Sonatine pour deux violons, ou encore la Sonate pour violoncelle et piano, Honegger entame l'écriture d'un recueil de petites pièces, proche des Sept Pièces brèves pour piano dont il se distingue toutefois par une simplicité et une transparence doublées d'une inspiration « détendue, idyllique, voire pastorale », à la mémoire des moments passés en Suisse romande, chez des amis auxquels les pièces sont dédicacées. Ainsi voient le jour les cinq pièces du recueil, successivement achevées et dédicacées : la première en septembre 1921 dédicacée à Alice Ecoffey, la deuxième en juin 1923 à Jacqueline Ansermet, la troisième en juillet 1921 dédiée à Miquette Wagner-Rieder, la numéro 4 en juin 1923 à Paul Boepple et la cinquième en août 1922 à René Morax, auteur de la pièce Le Roi David en 1921.

## Création
L'œuvre est créée par la pianiste Andrée Vaurabourg, la future épouse du compositeur, à la salle Érard à Paris le 30 janvier 1924.

## Structure et analyse
Le Cahier romand possède une durée d'exécution d'environ 6 minutes et 20 secondes et comporte cinq pièces d’inégale longueur :
1. Calme
2. Un peu animé
3. Calme et doux
4. Rythmé
5. Égal

### Calme
La première pièce de type contrapuntique est écrite dans la tonalité de si bémol, toutefois peu perceptible en raison des nombreuses notes de passages qu'elle comporte. S'ouvrant sur une phrase claire et douce, la pièce introduit deux motifs successifs. Sa durée d'exécution est d'environ 1 minute 50 secondes.

### Un peu animé
La deuxième pièce est écrite en ré majeure. Deux voix à la main droite sont soutenues par des chromatismes à la main gauche. Harry Halbreich la qualifie de « gracieux tableautin » et précise qu'elle est « très chromatique (mouvements contraires), très mélodique (merveilleux contrepoint) et tendrement lyrique. C'est une page exquise ».  Sa durée d'exécution est d'environ 1 minute 10 secondes. 

### Calme et doux
La troisième pièce est une sorte de menuet, dans la veine de Maurice Ravel en ce qu'elle mélange les harmonies, les appogiatures et ses effets rythmiques à retardement. D'une écriture polyphonique, le langage chromatique couvre de façon perceptible la tonalité de si majeur. Sa durée d'exécution est d'environ 1 minute 5 secondes. 

### Rythmé
La quatrième pièce se distingue singulièrement au sein du recueil de par son rythme élevé et sa forme libre. Elle comporte deux thèmes et des rythmes syncopés qui préfigurent l'écriture du Concertino pour piano et orchestre de 1924. Sa durée d'exécution est d'environ 1 minute 25 secondes. 

### Égal
La cinquième et dernière pièce du recueil est une sorte de berceuse monotone présentant deux moments successifs dans un « climat un peu hypnotique, très rare chez Honegger ». Sa durée d'exécution est d'environ 45 secondes. 

## Discographie
- Alain Raës, Arthur Honegger - L'œuvre pour piano, label FY ;
- Jean-François Antonioli, Arthur Honegger - L'œuvre pour piano, label Timpani.

### Sources et références
- Harry Halbreich, Arthur Honegger : un musicien dans la cité des hommes, Paris, Fayard/Sacem, 1992, 816 p. (ISBN 2-213-02837-0)

1. 1 2 3 4 5 6 7 8 9  p. 301-302

- Pierre Meylan, Honegger, L'Âge d'Homme, 1982, 205 p.

- Marcel Delannoy, Honegger, Pierre Horay, 1953, 250 p.

- Jacques Tchamkerten, Arthur Honegger, Papillon, 2005, 261 p.